# Camaroptera
Genre
Camaroptera est un genre de passereaux de la famille des Cisticolidae. Il se trouve à l'état naturel en Afrique subsaharienne,,,,.

## Liste des espèces
Selon la classification de référence du Congrès ornithologique international (version 8.1, 2018) :
- Camaroptera brachyura (Vieillot, 1821) - Camaroptère à tête grise, Camaroptère de Vieillot
  - Camaroptera brachyura bororensis Gunning & Roberts, 1911
  - Camaroptera brachyura brachyura (Vieillot, 1821)
  - Camaroptera brachyura constans Clancey, 1952
  - Camaroptera brachyura fugglescouchmani Moreau, 1939
  - Camaroptera brachyura pileata Reichenow, 1891
- Camaroptera brevicaudata (Cretzschmar, 1830) — Camaroptère à dos gris
  - Camaroptera brevicaudata abessinica Zedlitz, 1911
  - Camaroptera brevicaudata aschani Granvik, 1934
  - Camaroptera brevicaudata beirensis Roberts, 1932
  - Camaroptera brevicaudata brevicaudata (Cretzschmar, 1830)
  - Camaroptera brevicaudata erlangeri Reichenow, 1905
  - Camaroptera brevicaudata griseigula Sharpe, 1892
  - Camaroptera brevicaudata insulata Desfayes, 1975
  - Camaroptera brevicaudata intercalata White, CMN, 1960
  - Camaroptera brevicaudata sharpei Zedlitz, 1911
  - Camaroptera brevicaudata tincta (Cassin, 1855)
  - Camaroptera brevicaudata transitiva Clancey, 1974
- Camaroptera chloronota Reichenow, 1895 — Camaroptère à dos vert, Camaroptère olivâtre
  - Camaroptera chloronota chloronota Reichenow, 1895
  - Camaroptera chloronota granti Alexander, 1903
  - Camaroptera chloronota kamitugaensis Prigogine, 1961
  - Camaroptera chloronota kelsalli Sclater, WL, 1927
  - Camaroptera chloronota toroensis (Jackson, 1905)
- Camaroptera harterti Zedlitz, 1911 — Camaroptère de Hartert
- Camaroptera superciliaris (Fraser, 1843) — Camaroptère à sourcils jaunes, Camaroptère à sourcils